# Nowohujwynśke
Nowohujwynśke (ukr. Новогуйвинське) – osiedle typu miejskiego na Ukrainie w rejonie żytomierskim obwodu żytomierskiego.